# Часът на вълка (предаване)
Часът на вълка е радио шоу, посветено на фантастичната литература, фентъзито и други. Името на предаването е заимствано и посветено на филм на Ингмар Бергман със същото заглавие.
Радио предаването се излъчва от WBAI на честота 99.5 FM за Ню Йорк в часовия интервал 01:30 – 03:00 в сряда вечер/четвъртък сутрин.

## История
Първото излъчване в ефир е продуцирано от Марго Адлер през 1972 година. След 1974 е продуцирано от Джим Фройнд и се излъчва като част от програмата на WBAI в Ню Йорк. Ефирните излъчвания започват в 05:00 и приключват в 07:00.
През 2013 година на 13 ноември, след 38 години, е променен часовият пояс на ефирните предавания. От тази дата шоуто се излъчва в пояса 1:30 – 3:00. В това издание пряко се включват Марго Адлер и Джим Фройнд и споделят интересни моменти и спомени от предаването.

## Гости
Част от гостите на „Часът на вълка“ са писателите: Дъглас Адамс, Айзък Азимов, Робърт Блох, Рей Бредбъри, Артър Кларк, Лестър Дел Рей, Самюъл Дилейни, Томас Диш, Джо Холдеман, Кристофър Лий, Франк Хърбърт, Урсула Ле Гуин, Фредерик Пол, Норман Спинрад, Кърт Вонегът, Роджър Зелазни и много други.

## Любопитно
Музиката от шапка на предаването е композирана от Питър Шейкъл. По-късно тази музика е използвана във филма Безшумно бягство. Мелодията от опашката е Sails of Silver на британската фолк-рок група Steeleye Span.

## Завет
Часът на вълка изповядва идеята на Луис Хил, че качествени радио продукции са тези, които се спонсорират от слушателите.